# 贊布魯夫

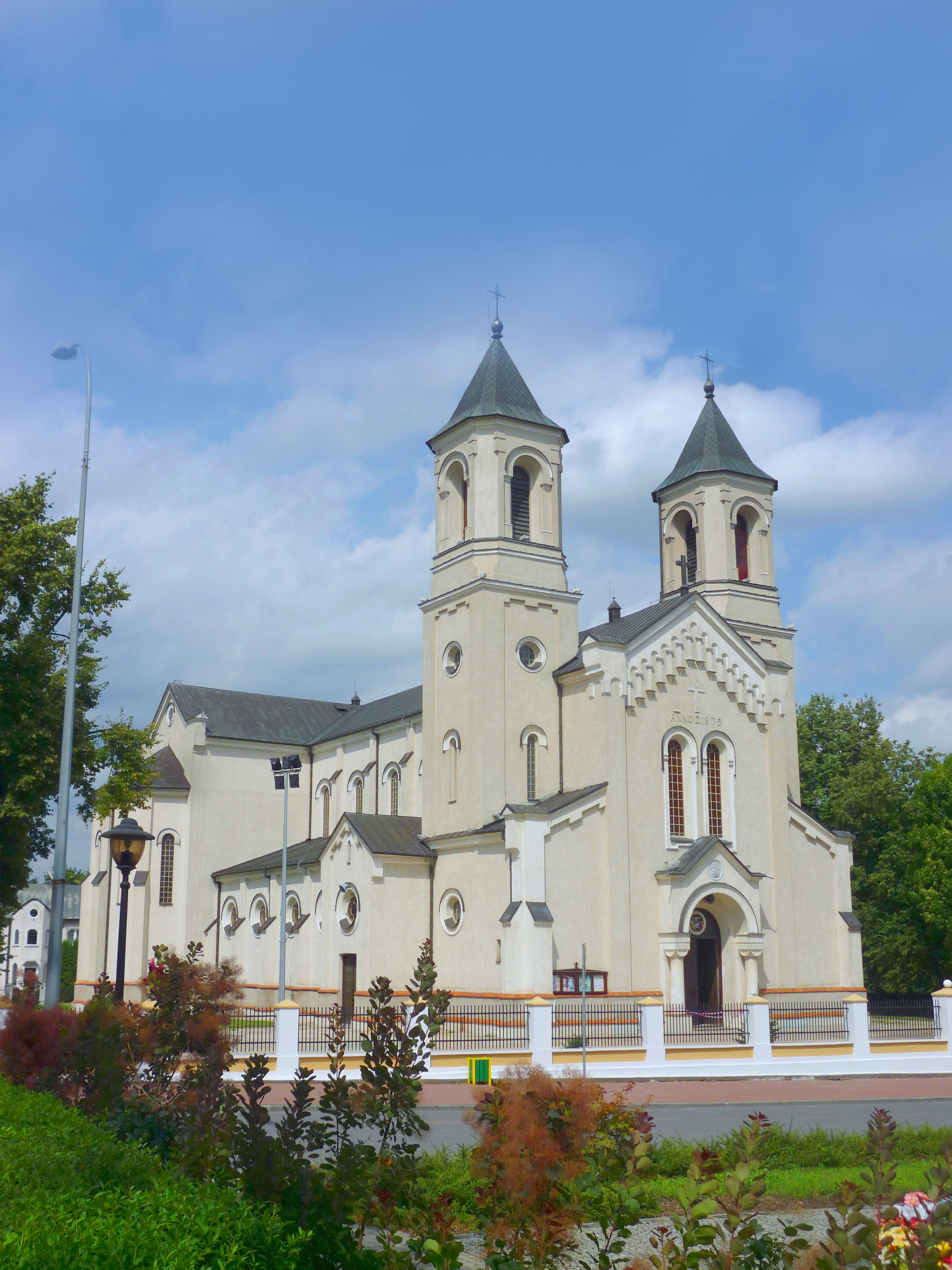

贊布魯夫是波蘭的城鎮，位於該國東北部，由波德拉謝省負責管轄，面積19.02平方公里，最高點海拔高度133米，2006年人口22,700。在第三次瓜分波蘭中，該鎮在1795年被納入普魯士王國管治範圍。

## 外部連結
- Zambrów town webpage （页面存档备份，存于）
- Zambrów Internet Portal （页面存档备份，存于）

52°59′N 22°15′E / 52.983°N 22.250°E